# Comuna Svoghe, Sofia
Svoghe (în bulgară Своге) este o comună în regiunea Sofia, Bulgaria, formată din orașul Svoghe și 37 de sate. 

## Localități componente

### Orașe
- Svoghe

### Sate
| - Bakovo - Batulia - Bov - Bov - Breze - Brezovdol - Bukoveț - Dobravița - Dobărcin - Drujevo - Elenov Dol - Gabrovnița - Gubislav | - Iablanița - Iskreț - Jelen - Gara Lakatnik - Lakatnik - Leskovdol - Leviște - Lukovo - Manastiriște - Milanovo - Ogoia - Opletnea | - Osenovlag - Rebrovo - Redina - Svidnea - Tompsăn - Vlado Tricikov - Zanoghe - Zasele - Zavidovți - Zimevița - Țerețel - Țerovo |

## Demografie
Componența etnică a comunei Svoghe
     Bulgari (96,25%)
     Nicio identificare (3,12%)
     Altele (0,74%)
La recensământul din 2011, populația comunei Svoghe era de 22.363 locuitori. Din punct de vedere etnic, majoritatea locuitorilor (96,25%) erau bulgari. Pentru 3,12% din locuitori nu este cunoscută apartenența etnică.